# Блау, Виллем
Виллем Янсзон Блау (нидерл. Willem Janszoon Blaeu; 1571, Алкмар — 1638, Амстердам) — голландский картограф и издатель.

## Жизнеописание
Виллем Блау родился в 1571 году в Алкмаре. С 1594 по 1596 год изучал астрономию и картографию у Тихо Браге. В 1600 году открыл переменную звезду P Лебедя.
Около 1603 года Блау поселился в Амстердаме, где начал делать глобусы. Вскоре он также стал выпускать сухопутные и морские карты, в том числе 1605 году карту мира.
В 1629 году ему удалось приобрести печатные формы Йодока Хондия. С их помощью он издал свой собственный атлас в котором было 60 карт, 37 из которых были картами Хондия. Имя Хондия на печатных формах было изменено на Блау, это событие положило начало длительному соперничеству издательств Блау и конкурирующего издательства Хондия / Янсона.
В 1633 году он был назначен картографом голландской республики, а также официальным картографом голландской Ост-Индской компании. Блау создал большую коллекцию карт и вел обширную издательскую деятельность издав произведения таких ученых, как Рене Декарт, Виллеброрд Снелл, Гергард Иоганн Фосс, Питер Корнелис Хофт и др.
Его сыновья Ян (1596—1673) и Корнелиус продолжили его дело. После уничтожения огнём мастерской в 1672 году во время пожара в Амстердаме и последовавшей затем смерти Яна Блау, основанная Виллемом Блау компания прекратила своё существование в 1698 году.
21 октября 1638 года он был похоронен в Ньиве керке, в Амстердаме.

## Издательская деятельность
- Atlas Appendix (Amsterdam, 1630) [6], содержал 60 гравировальных карт.
- Theatrum Orbis Terrarum, sive Atlas Novus (Le Theater du Monde Ou Nouvel Atlas), 1635 — двухтомный атлас, 208 гравированных карт, публиковался на французском, латинском, голландском и немецком языках [7]